# 56-й егерский полк
56-й егерский полк — полк легкой пехоты Русской императорской армии в 1813 — 1833 гг.

## Формирование полка
Сформирован 4 ноября 1813 г. из Измаильского пехотного полка, 30 августа 1815 г. назван 29-м егерским. Дальнейшая судьба полка по разным источникам разнится, согласно «Энциклопедии военных и морских наук» Г. А. Леера 28 января 1833 г. 29-й полк был присоединён к Рязанскому пехотному полку.
В официальном пехотном справочнике В. К. Шенка называются сразу два присоединённых полка — 29-й (бывший 56-й) и новый 56-й (это явная опечатка, поскольку нового 56-го егерского полка не существовало), также встречаются упоминания о присоединении к Рязанскому полку только нового 53-го егерского полка, которого также не существовало.
Знаков отличия 56-й (29-й) егерский полк не имел.